# PDS 110
PDS 110 — молодая звезда 11-й звёздной величины, находящаяся на расстоянии около 1100 световых лет в созвездии Ориона. В 2017 году была обнаружено, что вокруг звезды обращается экзопланета или коричневый карлик, вокруг которого существует пылевой диск.

## Описание
PDS 110 является молодой звездой, ещё не достигшей главной последовательности. Относится к звёздам типа T Тельца,  или к звёздам до главной последовательности. Эмиссионные линии, по наличию которых звезду относят к классу T Тельца, немного слабее, чем у обычных звёзд типа T Тельца, поэтому объект можно отнести к классу звёзд, прошедших стадию T Тельца.

## Пылевой диск вокруг второго компонента
Измерения блеска, проведённые на телескопах SuperWASP и KELT, показали два уменьшения блеска в ноябре 2008 и январе 2011 года, в обоих случаях максимальное снижение светимости достигало 30% и продолжительности 25 дней. Эти явления были интерпретированы как прохождения с периодом  808 ± 2 дня, что соответствует радиусу орбиты около 2 а.е. Значительное понижение яркости могло происходить вследствие прохождения планеты или коричневого карлика, обладающего пылевым диском с радиусом около 0,3 а.е. вокруг объекта с массой от 1,8 до 70 масс Юпитера. Было рассчитано, что очередное прохождение произойдёт в сентябре 2017 года, но ничего похожего на предыдущие явления не наблюдалось; таким образом, гипотеза о периодичности явлений была опровергнута.